# 北野町山本通

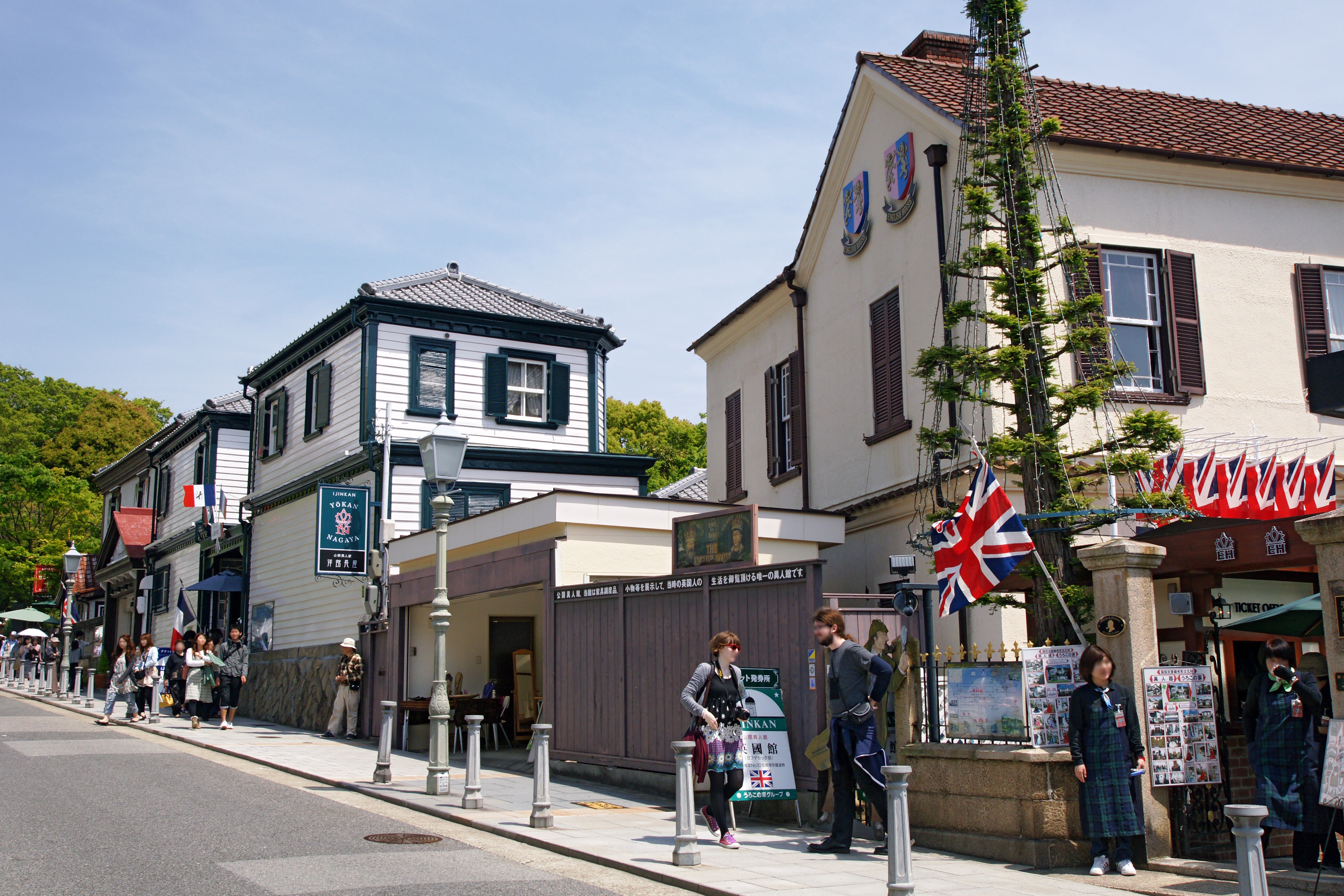
北野通～洋館長屋、英國館

北野町山本通（日语：／ Kitano chō Yamamoto dōri */?）是位於日本兵庫縣神戶市中央區的傳統建物群保存地區。這裡集中了大量修建於明治和大正時期的西式建築物，即日語俗稱的「異人館」，因而又稱為北野異人館街（／ Kitano ijinkan gai）。其以神戶北野町內的異人館建築為中心，範圍東西長約750米、南北長約400米。保存區內有34棟西洋建築物、7棟日式建築物被日本政府指定為傳統建築物，予以特別保護。北野町山本通位於神戶的原外國居留地以北，遠離當時的神戶市中心，因此得以逃脫二戰末期的神戶大空襲，成為神戶少數保有戰前優雅氣氛的地區。

## 歷史
1858年，江戶幕府與五國締結安政五國條約，其中包括與美國簽訂的美日修好通商條約，決定在條約規定開放港口兵庫（神戶市）和長崎（長崎市）興建外国人居留地，而在兵庫縣，附近神戶村沿海地區被定義為定居點。然而，由於這個定居點的開發並沒有按預期進行，因此在周邊地區也建造了外國人住房。位於部六甲山腳下的北野町山本通就是其中之一。
第二次世界大戰期間，由於地處偏遠，北野町山本通並未有成為神戶大空襲的目標，目前作為外國人的居住區。北野町山本通仍保留昔日神戶優雅氛圍的城市景觀。

## 保存重要建築
- 風見雞館
- 萌黃之館
- 魚鱗之家
- 舊沙遜宅邸
- 舊希爾頓宅邸
- 舒埃凯馆
- 神戶北野美術館
- 班之家
- 舊凱瑟琳安徒生宅邸
- 洋馆长屋
- 舊格拉西亞尼宅邸
- 柏拉圖裝飾藝術博物館
- 北野物语馆
- 山手八番馆

周圍建築群
- 兵库县公馆
- 旧小寺家厩舍
- 旧神户联合教会
- 日本基督教团神户教会
- 神戶清真寺
- 船屋形

已搬遷建築
- 舊亨特住宅
- 旧哈萨姆住宅
- 舊瓦莎唐斯宅邸
- 湊異人館

## 關連項目
- 兵庫縣觀光地（日语：兵庫県の観光地）

## 外部連結
- 北野町山本通都市景観形成地域
- 神戶北野異人館街官方網站（页面存档备份，存于）

34°42′4.6″N 135°11′22.95″E / 34.701278°N 135.1897083°E